# Ґреґ Мегу
Ґреґорі «Ґреґ» Мегу (англ. Gregory «Greg» Meghoo; нар. 11 серпня 1965, Івертон, Сент-Кетерин, Ямайка) — ямайський легкоатлет, спринтер. Срібний призер літніх Олімпійських ігор.
На літніх Олімпійських іграх 1984 року в Лос-Анджелесі (США) виборов срібну олімпійську медаль в естафеті 4×100 метрів разом з Реєм Стюартом, Алом Лоуренсом, Норманом Едвардсом і Доном Кверрі.
На літніх Олімпійських іграх 1988 року в Сеулі (Південна Корея) посів четверте місце в естафеті 4×100 метрів.